# Kurt Pelda
Kurt Pelda (* 1965 in Basel) ist ein Schweizer Journalist, Kriegsreporter und Autor.

## Leben
1984 berichtete Kurt Pelda erstmals aus einem Kriegsgebiet in Afghanistan. Er studierte Wirtschaftswissenschaften an der Universität Basel und wurde 1998 promoviert. Nach dem Studium arbeitete er als Wirtschaftsredaktor, Afrika- und Südostasienkorrespondent, unter anderem 1999 bis 2001 für die Financial Times Deutschland in New York und 2002 bis 2010 für die Neue Zürcher Zeitung (NZZ). Seit 2010 arbeitet er als freischaffender Journalist mit Fokus auf Nordafrika und den Nahen Osten. Er hat bislang aus 17 Kriegsgebieten berichtet. Seine Berichterstattungen und Artikel erschienen in verschiedenen Medien, hauptsächlich in der Weltwoche. Ab Februar 2017 hatte er seine Haupttätigkeit beim Tages-Anzeiger im Rechercheressort, daneben arbeitete er weiter als freier Journalist für die Sendung Rundschau (SRF) und für internationalen Medien. Ab Februar 2022 arbeitete er wieder bei der Weltwoche, im Juni 2022 wechselte er zu CH Media.
Ab dem Beginn des Bürgerkriegs in Syrien 2011 reiste er auch an Brennpunkte, wo Rebellen gegen die Assad-Regierung und Kurden gegen die Terrororganisation des Islamischen Staats kämpften. Dank Kontakten zu einheimischen Vertrauenspersonen kam er in umkämpfte Zonen, um direkt aus diesen über die Brutalität des Bürgerkriegs berichten zu können.
2015 realisierte Pelda mit Andrea Pfalzgraf und weiteren Beteiligten einen Dokumentarfilm über eine flüchtende syrische Familie aus Azaz, die über die Türkei, Griechenland, Mazedonien, Serbien, Kroatien und Österreich in die Schweiz flüchten konnte. Er kennt diese Familie, begleitete sie teilweise auf der Flucht und unterstützte sie in ihrem schwierigen Vorhaben.
Im März 2017 wurde bekannt, dass Pelda, gemeinsam mit dem Chefredaktor der Zeitschrift Zenith, Daniel Gerlach, und dem deutsch-ecuadorianischen Reporter und Dokumentarfilmer Marcel Mettelsiefen, auf einer Einreiseverbotsliste der syrischen Regierung steht.
Seit dem Überfall Russlands auf die Ukraine 2022 berichtet Pelda regelmässig aus der Ukraine.
Im März 2022 veröffentlichte er für das Recherchedesk der Tamedia, die Videoreportage Das geheime rechtsextreme Netzwerk der Schweiz, gemeinsam mit Nicolas Fäs, Adrian Panholzer und Boris Gygax.
Im Oktober 2024 eröffnete der russische Inlandgeheimdienst FSB ein Strafverfahren gegen Pelda und gegen eine Journalistin von France 24. Pelda wird vorgeworfen, die Grenze illegal nach Russland überschritten zu haben während der Kursk-Offensive. Er schrieb zwei Artikel über eine von ukrainischen Soldaten begleitete Reise nach Sudscha im Oblast Kursk. Ihm droht bis zu fünf Jahre Gefängnis.

### Abu Dhabi Secrets
2023 wurde bekannt, dass die Vereinigten Arabischen Emirate (VAE) in Europa eine Kampagne gegen den Staat Katar und die Muslimbruderschaft führten. Dazu engagierten sie unter anderem den privaten Nachrichtendienst Alp Services. Für Alp Services arbeiteten Pelda und der Journalist Sylvain Besson. 2019 erhielt Pelda 3500 Franken für Recherchen und acht interne Berichte u. a. zu angeblichen Muslimbrüdern in der Schweiz. Die in den Berichten genannten Namen landeten beim Geheimdienst der VAE. Gegenüber Mediapart erklärte Pelda, dass er nie gewusst habe, dass Alp Services für VAE arbeite, ansonsten hätte er abgelehnt. Pelda hat vom Chef von Alp Services, dem Detektiv Mario Brero, Hinweise für die von ihm beauftragten Recherchen bekommen.

## Ehrungen
Pelda erhielt 2014 in Bern den Menschenrechtspreis der Schweizer Sektion der Internationalen Gesellschaft für Menschenrechte (IGFM). Im gleichen Jahr wurde er von den Lesenden des Magazins Schweizer Journalist in der Rubrik Reporter zum Reporter des Jahres und schliesslich zum Journalist des Jahres 2014 gewählt. Im Jahr 2016 kam er auf Platz 3 beim Journalist des Jahres. 2025 erhielt er den Recherche-Preis der Gottlieb und Hans Vogt-Stiftung für seine Beiträge in den CH Media-Zeitungen über den Krieg in der Ukraine.

## Publikationen

### Schriften
- Offene Grenzen als Schranken für den Staat. Shaker Verlag 1999. ISBN 978-3-8265-5786-6 (auch Dissertation).
- Ghaddafis Vermächtnis. Waffen, Öl und die Gier des Westens. Deutscher Taschenbuch Verlag 2012. ISBN 978-3-280-05456-7.
- Verschiedene Autoren: Reportagen #19: Das unabhängige Magazin für erzählte Gegenwart. Puntas Reportagen 2014, ISBN 978-3-906024-18-9.

### Fernsehen und Film
- Kurt Pelda bei Kurt Aeschbacher, Schweizer Fernsehen, 11. April 2013.
- DOK - «Sie wollten uns töten» – Eine syrische Familie auf der Flucht - Play SRF..